# ショーンドルフ・アム・アンマーゼー
ショーンドルフ・アム・アンマーゼー (ドイツ語: Schondorf am Ammersee) はドイツ連邦共和国バイエルン州オーバーバイエルン行政管区のランツベルク・アム・レヒ郡に属す町村（以下、本項では便宜上「町」と記述する）で、ショーンドルフ・アム・アンマーゼー行政共同体を構成する自治体の一つである。

## 地理

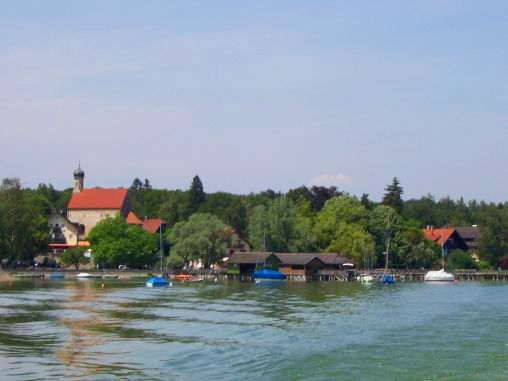
ショーンドルフの漁師小屋

保養地ショーンドルフはミュンヘン地方、アンマー湖の西岸に位置する。

### 自治体の構成
この町は、公式には2つの地区 (Ort) からなる。このうち小集落や孤立農場などを除く集落をは、首邑のショーンドルフ・アム・アンマーゼーのみである。

## 歴史
ショーンドルフ・アム・アンマーゼーはバイエルン選帝侯領のパーファル男爵領に属した。ショーンドルフ（オーバーショーンドルフおよびウンターショーンドルフ）は閉鎖ホーフマルク（農場の共同体としての村）グライフェンベルクの一部であった。バイエルンの行政改革に伴う1818年の市町村令によって自治体としてのオーバーショーンドルフおよびウンターショーンドルフが成立した。その後、市町村再編の時代（1970年代）に両者が合併して現在の自治体となった。

### 人口推移
- 1970年 2,004人
- 1987年 2,930人
- 2000年 3,629人

## 行政
町長は、2006年7月23日以降アレクサンダー・ヘルマン (同盟90/緑の党・バイエルン) が務める。町議会は16議席からなる。

### 紋章
図柄: 赤地で、基部に2本の銀の波線。その上に金の角を持つユニコーン。角には青い石の付いた金のリングを着けている。

## 文化と見所

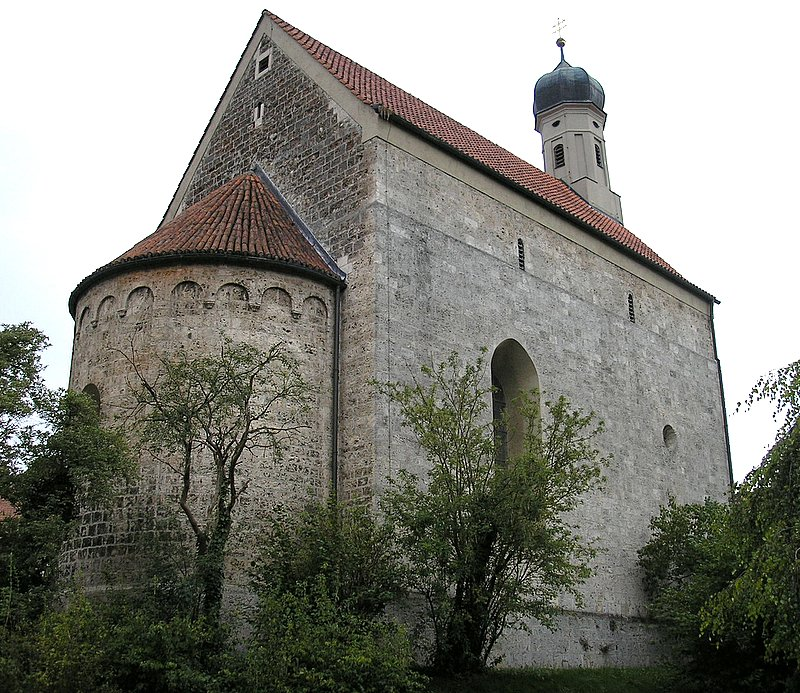
ショーンドルフの聖ヤーコブス教会

町の北の山にある聖アンナ旧教区教会は遠くからも見ることができる。この教会はディーセン修道院によって1499年に建造された。2階席には18世紀のオルガンが備えられている。教会の周りは墓地になっており、大変に古い墓石もある。その周りを壁と民家が囲んでいる。
ロマネスク様式の聖ヤーコブス教会はおそらく1150年に建設された。

## 経済と社会資本

### 教育
- 国民学校 1校
- 私立ギムナジウム: ラントハイム・ショーンドルフ、近代語（外国語）と経済学のギムナジウムで、1905年に設立された。
- 実科学校

## 引用
1. ↑  https://www.statistikdaten.bayern.de/genesis/online?operation=result&code=12411-003r&leerzeilen=false&language=de Genesis-Online-Datenbank des Bayerischen Landesamtes für Statistik Tabelle 12411-003r Fortschreibung des Bevölkerungsstandes: Gemeinden, Stichtag (Einwohnerzahlen auf Grundlage des Zensus 2011)
2. ↑  Bayerische Landesbibliothek Online
3. ↑  ショーンドルフのウェブサイト